# 無邪気の楽園
『無邪気の楽園』（むじゃきのらくえん、PARADISE of INNOCENCE）は、雨蘭による日本の漫画。

## 概要
『ヤングアニマル嵐』（白泉社）にて2010年No.5および2011年No.2に掲載された読み切りの好評を受け、2011年No.10から2017年No.10まで連載。その後、スピンオフ作品『無邪気の楽園 パラレル』（むじゃきのらくえん パラレル）として、同誌の2017年No.12から2018年No.6まで連載。話数表記は「PARADISE.X」で、サブタイトルには必ず「楽園」という単語が挿入される。単行本はジェッツコミックス、のちヤングアニマルコミックスから発刊。
ヒロインの大半は小学生と設定されており、無邪気ゆえのエロティックを題材としたエロティック・コメディ漫画。タイムスリップというSF的要素を物語の基点に置き、90年代頃の世界を舞台としたノスタルジックな雰囲気を感じさせつつも明るいコメディ路線の物語展開が繰り広げられる。作中では少女たちの下着・裸姿が頻出し、中にはヒロインたち10歳～14歳の女子小中学生による激しい自慰シーンや放尿の一部始終、性行為を連想させるようなシーンまでもが披露されたりと、所謂「ロリコン層」をターゲットとした未成年の少女たちによる過激な読者サービスが満載であり大きな見どころである。この性質上、現代の表現における際どい描写もかなり多い（性器部分はぼかして描かれるなどの表現がなされているが、バストは小学生ヒロインですら乳輪から乳首の先まで一切無修正であり、ヒロインごとのサイズ差や時には硬く勃起する乳首の様子まで見ることができる）。2017年10月現在でコミックス4巻の発行部数は累計160万部以上。
基本的に一話完結形式。25歳の主人公の青年が、ある出来事からタイムスリップし、知識や精神は大人のままで身体は小学5年生当時のものになることからはじまり、大人の知識を持っている主人公が、性知識の無い（あるいは薄い）無邪気で純粋なヒロインたちと交流する中でエッチなハプニングが発生し、主人公が性的絶頂を迎えて「無邪気って怖い……」と独白する、という筋書きになっているものが多い。なお、舞台の地名は「露里（つゆさと）」とされている。
メディアミックスとしてはコミックス第4巻付録としてドラマCD が、第6巻・第8巻付録としてOVAが制作されている。
単行本8巻の巻末にて、同誌にて連載中の『女子小学生はじめましたP!』との牛乳のみおによるコラボ漫画が掲載され、また同作品の単行本3巻巻末にて雨蘭によるコラボ漫画が掲載された。
小学生の性的シーンがAmazonのガイドラインに引っかかり、2015年5月以降Amazonでは取り扱われていない。

## 物語
将来の展望も一切なく、ニート同然であった25歳の青年・反田省太は、母校・市立露里小学校 で開かれた同窓会に参加し、元同級生たちが今や社会に出て成功を収めているのを知ってやるせない気持ちになっていた。その後、独り「異空間と繋がっている」という七不思議の噂のあったプールで黄昏れていたが、不意に足を滑らせて水中へ転落してしまう。そして水面から顔を出してみると、小学生たちが授業を受けている場に居合わせてしまう。混乱する省太だったが、自らの身体が子供に戻っていること、見覚えのある子供たちがいることから、自分が小学校5年生のころにタイムスリップしていることを悟るのだった。
記憶をそのまま引き継いでかつての学友たちとともに青春を過ごす一方で、時折、絶望していた未来を省みることもある省太は、自身の進路を真剣に考えるようにもなる。また、自身の気付かないうちに思い人である春風このみ、華道の家元の娘で省太に献身的な池端早代（サヨ）、転校生で省太を子分扱いする神谷真夏、人間観察眼を持ち省太を理解する佐々木奈子、勝気な金子理央（リオ）、読書家で妄想の激しい藤田路子（ミチコ）、自身の記憶にはなかった、未来人を自称する電波系のゴスロリ少女・朝木鈴音などの女子たちから好意を寄せられていくと同時に性的トラブルにも巻き込まれていく。
プールのある日の出来事。リオはある勘違いから省太のことが気になりだすも素直になれずにいた。その性分から自身の性格を指摘されたことが癇癪に障り、省太のビーサンをプールの中に放り込み、それを追って省太はプールの中に取りにいくも誤って足を滑らせてプールに落ちて溺れてしまう。このことに責任を感じたリオは、警官でもある父から仕組まれた救済処置を施し、気絶している省太に「自分は天邪鬼だから素直になれない」ことを漏らすが、目覚めた省太の発言から結局またプールに突き落とし、始末を悪くしただけであった。なお、省太は気絶している間に見た、薄れ行く意識の中で、かつてタイムスリップする前の省太がいた未来の世界で、プールに落ちた省太を救出したサヨとリオの姿があった。
思い人であるこのみを追いかけていく一方で、自身に尽くしてくれるサヨのことが気になりだしはじめた省太はこの三角関係に葛藤した末に、無意識に自らサヨに唇を重ねることで気持ちを伝えるのであった。省太はやがて鈴音と出会い、彼女に自身が未来人であることを明かす。この出来事により自身の未来と向き合うこともしばしばあり、彼女の勘違いから省太に対する爆弾発言を省太を取り巻く女子たちの前でしでかしたことにより、周囲の空気は泥沼化、特にサヨに衝撃を与えることになった。一方サヨは、省太の本来の思い人であるこのみに自身の秘密を明かし、また省太がらみの話によって互いに秘密を共有することになる。

## 登場人物
声のキャスティングはドラマCD版/OVA版のもの。なお原則として内容は本編となる小学校5年生当時のものとする。

### 主要人物
反田省太（はんだ しょうた）
声 - 内匠靖明/同左
本作の主人公。市立露里小学校5年3組所属。
フリーのゲームプログラマーを自称する25歳のニート青年だったが、小学校の同窓会が開かれた夜に学校のプールに転落し、小学校5年生の時代へとタイムリープしてしまう。知性や記憶などは25歳当時のものをそのまま引き継いでいるが、肉体は小学校5年生のものへと戻っている。
クラスのムードメーカーで、男子のみならず女子とも交流のある活発な性格。精神的には成人であるがゆえに達観した物言いや豊富な知識などがあるが、成人の知識を以てしても学校の成績は振るわず、そのため絶望していた未来の経験を省みて勤勉に励むこともある。それらの性格や正義感のある行動力から多数のクラスメイトの女子から好意を寄せられるが、実際の小学生時代ではモテてはいなかったようである。運動神経はそれなりによく、中学時代はバスケットボール部に所属していた。またパソコンで自作ゲームを作るといったスキルを持ち合わせている（実際に作中でC言語の基礎を一から勉強しようとする描写があり、また真夏と2人で遊びに行ったときの会話によると、現代にいたころには「代々木にある専門学校に通っていた」とのこと）。このみに淡い想いを寄せており、彼女からオーディションの予行演習の過程でファーストキスをされた。その一方で自らに一途なサヨのことも気になり出しており、自分に対する献身的な態度に心引かれ、自分から無意識に彼女にキスをした。PARADISE.66ではついにサヨと結ばれ恋人同士となるが、ほどなくして再びタイムリープ現象が起こり今度は中学2年生の時代にタイムリープしてしまう。そこでは既にサヨと別れ、どういうわけか理央と恋人同士となっており驚愕する。更にこの時代で中学2年生となった鈴音と再会し、小学5年当時の思い出話に花を咲かせる。しかしその最中に三度タイムリープ現象に陥るが、今度は中学2年生の鈴音を巻き込んでのタイムリープとなり、小学5年生の時代に戻ってはきたものの中学2年生の鈴音（の記憶）までも連れてきてしまった。終盤では大人の記憶を持った自分がこの世界に干渉しすぎたことによってこのみのアイドルへの未来が断たれてしまいそうになり、元居た時代に帰ることを決意。鈴音と協力してタイムリープの法則性を導き出し、再び夜の学校のプールへ向かった。
頻繁にエロティックなハプニングに遭遇し、その度に理性を働かせようとはするものの下半身は勃起してしまい、理性のタガが外れてスケベな表情になることもある。ほとんどの場合はそのまま勃起した下半身をヒロインたちに何らかの形で刺激される形となり、そのまま射精に至ってしまうのがこの作品のオチとなっている（逆にヒロイン達が絶頂を迎えることや、省太と同時に絶頂することもある）。
家は父子家庭で、姉・葉月と三人家族。現代にいたころは、ニートであることから父との仲は劣悪になっていることが1巻第1話で語られているが、タイムリープした後に、姉から父親と会話をしているかと問いかけられたことから、実際にはこのころから父との関係は悪かったことが示唆されている。
春風このみ（はるかぜ このみ）
声 - 五十嵐裕美/野村真悠華
本作のメインヒロイン。心優しい性格の少女で、奈子やリオほど活発ではないものの行動力がある。将来の夢は女優で、省太が口を滑らせたことをきっかけにその秘密を共有し、親密な関係となる。省太に思いを寄せているかのような描写があるが、自身は恋愛に関しては「よくわからない」と発言している。一方、省太が他の女子と仲良くしているところを見ると嫉妬の感情が沸くことは自覚している。省太にとっての憧れの存在。怖い話が大の苦手。家ではホイップという名前の犬を飼っており、いつも一緒に眠っている。
現代では中学生時代のCM出演を機に大ブレイクした、若き国民的人気女優。それ故に非常に多忙で、同窓会でも顔だけは出したもののすぐに撮影のために中座してしまっていた。
池端早代 / サヨ
声 - もものはるな/佐藤奏美
本作のもう1人のメインヒロイン。純真で素朴な少女だがかなりの天然ボケ。どこにでもいそうな平凡な印象の少女だが、実は池之端流華道の家元の娘であり、専門の運転手などがいる令嬢。家の教育方針と、自分の身分を重苦しく感じていることもあって、家元の件については父からの方針により他人には秘密にしている。明るく優しい性格で、当初から省太のことは憎からず思っていたようだが、家元の件が露見した際に「25歳になるまで互いに独身だったら結婚してほしい」と告白するなど、明確に省太への好意を向けている。省太のこのみへの思いを知った際には一転して応援する立場になるが、それでも「省太の赤ちゃんが欲しい」と愛人宣言をしている。その一途なサヨの想いを省太が知ってからは省太からも意識され両想いになっていく。しかしサヨは「省太君の一番はこのみ」と思っているため、省太の告白を無自覚ながら断り続け、その度に省太を撃沈させている。後にこのみに自身の省太に対する思いを告げ、このみも省太のことを想っていることを知ると当初よりこのみとは仲が良かったがこの件により一段とこのみと親密になり、華道の家元であることは省太以外には秘密にしていたが、このみにだけは秘密を打ち明けた。理央の鏡に貼ってあった（理央の姉がはったもの）理央と省太のツーショットのプリクラを見て、省太に対する思いを本人の前で1番になりたいことを告げた。その後、省太の1番になりたいことを再び告げ、恋人になって欲しいとついに告白。晴れて省太と恋人同士となった。恋人関係となってからはしきりにキスをせがんだり独占欲のようなものが芽生えるものの、省太のことを好きな他の女子をも本気で応援し思いやる優しい性格は変わらなかった。しかし省太が再びタイムリープした中学2年生の時代では事情は不明だが既に別れており、最終話に省太が完全に元の大人の時代に戻った時間軸では20歳以降まで付き合っていたもののサヨが留学したため自然とフェイドアウトしてしまっていた。
性知識がないにも関わらず子作りに対して興味を持っているために「キスしただけで赤ちゃんができる」「オシベとメシベをくっつけると子供ができる」ことをはじめとする間違った知識で省太に子作り（もどき）を実行しては一人で満足して「子作りって気持ちいい」と勘違いしている。しかし後に性教育により真実を知った時は、それまでに省太に子作りを何度も求めてきた自分が猛烈に恥ずかしくなってしまった。しかし自らのメシベがどこなのか気になりだし、鏡の前でパンティを下ろして性器を拡げたり触ったりしているうちにメシベを発見。膣内に指を挿れながらもっと奥まで指を挿れて確かめようと奮闘する姿が描かれている。これ以降は「オシベ」を過剰に拒絶するようになり、子作りを求めることも無くなった。
また男女間の知識にも疎く、仲の良い鈴音に頼って精神パワーの注入（朝木鈴音の項参照）などおかしな知識を仕入れた結果、突然省太に「体だけの関係になって」と言い寄り省太を驚愕させた（この時は鈴音の間違った教えを更に間違って解釈・実行した結果、最終的には下着越しではあるものの省太とシックスナインをし合う形になり、鈴音がその様子を端から見て自慰をするという訳の分からない展開になった）。

朝木鈴音（あさき すずね）
本作のヒロインとしては最も遅いPARADISE.35から登場し、タイムリープの謎に省太と共に唯一関わった裏ヒロイン的な存在。5年1組の女子生徒。
いつも黒のゴスロリ服にニーソックスという出で立ちで両端のもみ上げを結んだロングヘアーの少女。むっちりめの体型。省太のことは名前で呼ばず「キミ」や「彼」と呼ぶ。サヨとは4年生まで同じクラスだったため仲が良い。省太がタイムリープするまでかつての時代では一切接点がなかった。「18年後の未来から来た未来人」を自称しており、サヨからその情報を得た省太は「自分と同じ未来人」かを確かめるべく彼女の元へ赴いて自身の素性を明かしたが、実際にはただの「電波系の痛い子（中二病）」という事実を知って落胆した。省太の話を聞くうちに省太を自分と同じ趣向の持ち主だと思い親密な関係になる。趣味の同好者だと思っているとはいえ省太が未来人であることを知っている唯一の人物である。そのため省太の方も未来の話やタイムリープについて鈴音にだけは隠さず打ち明けたりもする特異な仲となった。このことから省太に対する好意が芽生えたのか5年3組の皆の前で「未来のフィアンセ」発言をした。また、省太と関わったがために自慰に目醒めてしまい、物語終盤では小学5年生とは思えないほどディープなオナニーを行う程にまで自慰にのめり込んでいく事となる（後述）。
同世代のヒロイン達の中ではミチコに次いでバストが大きい。しかし未だノーブラであり、省太によればもっちりとした感触でありBからCカップくらいとのこと。「未来人の交信方法」と称して服をはだけさせ、大きな乳房を省太の前でさらけ出しては省太の手を掴んで触らせるなどのおかしな中二病的行動で省太を困惑させる。これにより勃起してしまった省太の陰茎を見て「エイリアン」と思い込んでしまう。39話ではエイリアンを目覚めさせるため（省太を勃起させるため）に再び省太の両手を掴んで乳房を触らせ「精神パワーの注入」（素股）を開始。目覚めたエイリアン（勃起した陰茎）が馬乗りになった鈴音の敏感な部分に接したがために鈴音は快感に身を任せて腰をくねらせ続ける。エイリアンに操られてるだけだからと言いながら一層激しく下半身を擦りつけてくる鈴音に我慢していた省太も限界を迎え、鈴音の乳房を両手で揉みながらの騎乗位素股によりついには射精、同時に鈴音も初めての性的絶頂を迎える。更に45話ではこの件により知った敏感な部分を鈴音は風呂で確認したらしく、包皮を剥いて中から露出した球体を触ると全身に電気が走ると省太に告白。その球体を「省太のエイリアンに卵を産み付けられた」と思い込み、不安になった鈴音はそれを本人に診てもらうために校内の人気のない場所でスカートをまくり省太によく見えるよう開脚。慌てる省太をよそに鈴音はそのままパンティをずらしてヴァギナを露わにし省太に生で披露する。剥き出しとなったクリトリスを省太に見せつけながら「また精神パワーの注入をしよう」ととんでもない提案する鈴音に対し、マズイと感じた省太は鈴音に合わせて適当な中二発言でごまかし立ち去ろうとするが、鈴音が間違った解釈をしたためそれが裏目に出て鈴音は無自覚にも角オナをし始める形になってしまう。一方立ち去ろうとした省太も目の前でスカートを捲り上げて懸命にオナニーをして見せている鈴音にようやく気づく。鈴音は既に全身をピクピクと震わせ息を荒げ喘ぎ声まで漏らしてもはや絶頂寸前の性的興奮状態になっており、その姿をまじまじと見た省太はたまらずギンギンに勃起。そこで鈴音が省太の腕を引っ張ったため結局また素股のような状況となり鈴音は前回を遥かに上回る快感で絶頂してしまった。（ここでは絶頂中の鈴音のスカートの中がアップで描かれているが、その様子は激しい自慰によりパンティが食い込んで鈴音のむっちりとした大陰唇が露わとなり、そこから愛液が溢れ滴り内腿周辺までビッショリに濡れている小学５年生とは思えない凄まじい状態となっていた。）クリトリスを自ら刺激する事のあまりの快感に鈴音は机に伏してビクビクと身体を痙攣させながら「こんな凄いの初めて」とつぶやいた。
この一件で誤った解釈とは言え鈴音は小学5年生からオナニーの快感にとりつかれてしまい、ことあるごとに省太の中二発言通り「エイリアンの波動攻撃を鎮めるため」と言い聞かせながら自らクリトリスを学校の柱などに擦り付けては絶頂するキャラが定着してしまった。中学2年生となった71話では本人は必死に否定しているものの5年生の時の一件以来ずっと角オナをし続けていた事を匂わせる発言をした。なお、この時の鈴音は当然「エイリアンの卵」を自ら擦る行為の意味を判っており、かつて知らずに省太にクリトリスを見せたり目の前でオナニーを行って見せていたことが完全に黒歴史となっていた。またこの頃には中二病は抜けてはいないが自重するようになっており、服装もゴスロリ服ではなくなって淵の太いメガネをかけたオタク風な外見となっていたが、不意に省太の胸に触れた瞬間「あの頃は楽しかった」と省太の心の内を言い当て、自身もそう思っていることを語り、抑圧された現在に鬱屈している様子であった。その後はこの中学2年生の鈴音と省太の2人が再び小学5年生時代にタイムリープしてしまい、鈴音は本当に時空を超えてしまったショックで学校に来なくなってしまった。
後に省太が鈴音の家を訪れた際には鈴音の部屋で「エイリアン棒」とマジックで書かれたマッサージ器具を発見。先の件で角オナをし続けていた事を匂わせた鈴音だが、実際には鈴音の自慰癖は角オナどころではなくどんどんエスカレートしており、なんと初絶頂から半年も経たない小学5年生（この時の中身は中学2年生だが）の時点で既に自慰用にマッサージ器を隠し持っており、家ではそれを省太の陰茎に見立ててクリトリスに押し付けながら小学生とは思えないような過激なオナニーを繰り返していた事が判明した。中身が中学2年生のため省太にエイリアン棒を見られた際にはあまりの恥ずかしさに大慌てで隠したが、結局また省太の目の前でマッサージ器を使用してのオナニー姿を晒してしまった。終盤、省太が同窓会が開かれた元の時代に戻る決意をした際には二人で協力してタイムリープの方法を探り出し、互いに元居た時代に戻れることを祈って省太に別れのキスをした。

### 省太の同級生
神谷真夏（かみや まなつ）
声 - 高橋未奈美/平井祥恵
ヒロインの1人。PARADISE.8で神戸市の私立学校から転校してきた少女。関西弁を喋る。
髪型はツインテール。非常に元気で快活だが、対抗意識や勝負意識がとても強く、自分が1番でないと気が済まない性格であり、それ故か子供っぽい言動が目立つ。省太の記憶ではあまり会話を交わしたことはなかったが、省太がタイムリープした世界では転校直後のある出来事から親密となっている。省太を子分扱いしており、異性というより兄妹のような感覚で接しているが、時折それ以上の感情を垣間見せることもある（本人はハッキリと省太のことを「好きではない」と言っているが、気づいていないだけの可能性もある）。学業は非常に優秀で、また運動神経にも優れる。面倒見もいいがたまにドライな意見を言う時もある。家は省太と同じく父子家庭のようであるが、実は家庭問題を抱え込んでおり何かしらの理由で母親とは別居状態でありこのことが自身の悩みの種となっているが、後に和解したようであり終盤では妹ができると語っていた。「国会議員になって天下を取る」ことを目指している。省太を子分扱いしているのは、自身を支えてくれる人間が必要であったことが示唆されている。それゆえに、他の女子に自身の目の前で省太を取られそうになることを嫌っている。
省太の前で平気で下着を脱いで裸を見せつけたりなど、ヒロイン達の中では最も言動が子供じみており羞恥心が全く無い。初めて省太と親密になった時にも省太に裸の下半身を見られても全く意に介さず、それどころか男子との身体の違いを示すために両指で女性器を拡げて中まで省太に見せたりした。また入浴中の省太の風呂にも平気で一緒に入っていき、泡まみれで楽しいからと裸で全身を擦り合わせ、最後には「オシッコ出るところまでちゃんと洗わな」と言い何ら恥じらいなく省太の陰茎を指でさすりながら自らの性器に当てがって腰を動かし、互いの性器を直に擦り合わせ続けた（省太も最初は股間の反応を必死に我慢していたものの流石にこの時には勃起が抑えられず、もう我慢が出来なくなったのか言葉とは裏腹に自ら真夏の脚をつかんで腰を押し付けていた。また真夏の方も無意識にだが顔が紅潮し息を荒げている。既にビンビンに勃起してしまっている省太の陰茎を、真夏は無邪気にも指とヴァギナで挟んで何度もしごきあげ続けたため、省太は限界をむかえ出てしまいそうなことを真夏に告げ、そのままとうとう射精にまで至る。結果、身体を洗うという名目のもと、省太はビンビンに勃ったペニスを真夏の幼いヴァギナにこすり付けながらビュクビュクと勢いよく精液を飛ばし、真夏の方も省太が射精をし始めると陰茎をさすりあげていた手を止めて自らの性器に指で強く押し付け、大量の精液を放出しながらビクビクと脈打つ省太のペニスをまだ幼いヴァギナで直接感じて恍惚の表情を浮かべるという、小学生同士でのソープランドを再現したような非常に過激なシーンとなった）。
クラスの中では特にリオと仲が良く、時にはキスをしたり互いの乳首を舐めあったり指でつまんで刺激したりなど（無自覚ながら）レズビアン的な一面も見せたり、省太が大人かどうか確かめるためにリオと二人でパンティーを下ろして女性器を省太に見せ、省太の陰茎の反応を見るなどもした。
性教育の授業を受けた後の真夏はセックスに興味津々になる。しかし知識は持ったもののやはり羞恥心は無いようで、「面白そうだから」という理由でセックスしてみたいと省太に爆弾発言をした。困惑した省太はガキには興味ないと言い振り切ろうとしたが、今まで幾度となく互いの裸を見せ合った際にいずれも省太がカチカチに勃起していた事を覚えており、なぜその様な状態になっていたのか理解してしまった真夏を前に省太は言い訳できなくなり今晩にでもセックスしようと持ち掛けた（結局実現には至っていないもののムツキの妄想内では再現されている。そこでは真夏が嬉々として省太のペニスを舐めあげ、省太に言われるままに陰唇を拡げて見せ、ついには壁際に立たせた真夏の背後から省太がペニスを挿入。対面座位で抱き合いながら互いに腰を打ち付けセックスの快感に高揚する真夏の姿や、一緒にイクよう懇願する様子など、とうとう禁断である小学生同士のセックスが読者の前で行われ披露された）。
現代では25歳で国会議員に当選し、美人議員として有名になった。
佐々木奈子（ささき なこ）
声 - 菅谷弥生/井ノ上奈々
ヒロインの1人。クラスの女子の中心的存在の1人で、後にクラス内での省太の最大の理解者の1人となる人物。
髪形は黒髪のロング。性格は真面目で正義感が強く勝ち気である一方、冷静で人間観察眼を持ち理解力がある柔軟な一面もあり、劇中では比較的中庸の立場が目立ち精神的には最も大人な印象を与える。反面、好奇心旺盛で周囲の女子たちと悪ノリしたり、ドジでおっちょこちょいな一面もある。幼いころから合気道を修めていたり、野球では投手を務め速球を投げるなど運動神経にも優れている。自分から手を出すことはしないが売られた喧嘩は買う。当初はフランクな性格で省太のことを邪険にしていたが、登山の際に遭遇したトラブルで助けられてからは見方を変える。その後も省太にあらゆる危機から幾度となく助けられている。省太が「ものの道理」を通そうとする姿勢に目をつけてからは、彼に自身の合気道の技を伝授するようになる。実は帰国子女で日常英語はお手の物。また、日焼け止めを塗っても日焼けしやすい体質である。また、家族には弟がいる。
将来の夢は飛行機の客室乗務員だが、高所恐怖症という欠点を抱えている。現代では夢叶い、国際線のキャビンアテンダントとして活躍している。家族には弟と、元CA・現英会話講師を務めている母親がいることが明かされている。
羞恥心の基準がずれており、裸を見られることより汗の臭いや日焼け跡を気にするため、省太に下着姿や裸姿を見られても変なことで恥ずかしがって省太を困惑させている。加えて本人曰く「男子の言うエロの知識がない」故に、省太の前でも全く気にせず下着姿になったりパンツを脱いだりもし、身体を触られることにも全く抵抗はない。PARADISE.12では崖から省太と二人で落ちかけた際、互いの服をつなぎ合わせロープにして這い上がろうという省太の提案を聞くが、何故か奈子は必要以上に服を脱ぎ省太の目の前で平然とパンティまで下ろして性器を晒し、更には全裸のまま省太に肩車から崖の上に押し上げてもらっていた（一方、省太の方はといと目の前でパンティを下ろす奈子を見てギンギンに勃起。肩車で押し上げる際には首筋に奈子のワレメが直に密着する感触と、這い上がろうと必死で脚を開きまる見えとなった奈子のヴァギナを至近距離で眺めながら柔らかな尻を揉みしだく興奮に危機的状況ながらも鼻血を噴出させていた）。また省太にストレッチを手伝ってもらうシーンでは下着姿で省太の手を取り尻を触らせ際どい体勢をとったり、服の中に髪の毛が入って痒くなったのを省太に掃ってもらうシーンではパンティーの中まで省太に触らせたりもしており、このときは勢い余って省太の指が奈子の女性器にまで挿入ってしまい、女性器付近を散々触りまわされた快感で既ににゅるにゅるに濡れた膣内に突然指を挿れられる感覚に奈子は身体を反らせビクビクと全身を震わせたものの、それが性的な事という認識が無いためその後には全く普段通りに省太に接していた（省太の方もその度に奈子の目の前でズボンの股間の部分をギンギンに盛り上がらせてしまっており、奈子も省太のペニスが勃起している事に気づいてはいるものの「おしっこが溜まってる」だけだと思っており特段突っ込まないため、「目の前で勃起を晒しても平気な子」として逆に省太の羞恥心を煽り興奮を誘っている）。また匂いフェチな面もあり、省太の汗や勃起した陰茎の匂いを嗅ぎながらクセになりそうと言うなど大胆な発言もしている。
中学2年生となった71話では省太と同じくバスケットボール部に所属。バスケの腕は省太より遥かに上である。羞恥心の基準は相変わらずであり、練習中に省太に幾度となく胸や性器を触れられるが全く気に留めておらず、汗の匂いのことを気にしていた。
金子理央（かねこ りお） / リオ
声 - 岩崎愛/新名彩乃
ヒロインの1人。奈子とともにクラスの女子の中心的存在。
金髪のロングヘアで毛先がウェーブがかっている。性格は奈子以上に強気だが、その分融通が利かず、短気かつ粗暴。それゆえに些細なことですぐさま喧嘩腰になってしまう。その性格が災いして、ある日このみに対する失言（暴言）により周囲の女子から愛想を尽かされることで自分のこれまでの所業を断罪される。その尊大な性格から今まで謝ったことがないらしく、省太の手引きによりこのみに謝罪している。
クラスメイトたちと比べると長身でスタイルがいいが、バストサイズはミチコや鈴音には及ばない。またクラスの誰よりもませて大人ぶっているが、前述のことから実際には精神年齢的にはクラスで下の方であり、弱気になる一面も見られる。省太を取り巻く女性陣の中では唯一省太に無理解であり、何かにつけて省太に突っかかっては理不尽な暴力を振るうため省太からは天敵と思われている。反面それなりに友好的でもあり、サヨと省太を一緒にさせるために世話を焼いたり、このみへの暴言を謝罪するために相談に乗ってくれた借りに省太を励まそうとカラオケに誘うなど義理堅い面もある。
ほとんどは自身の思い違いや聞き違いによるものだが省太のことが気になりだし始め、（ただし気になってきただけで「嫌いな奴」という見方は変わっていない）その間は省太に対してやけによそよそしく女の子らしい一面も見せる（いわゆるツンデレ）。その後も省太と関わるたびに発言と心境がどんどん反比例していき、終盤ではゴミを見るような態度と罵詈雑言を浴びせながらも心中では省太に対する想いが抑えられないほどにまでなっており、ラブレターを書こうとしていたがその性格のため自分の気持ちを素直に表現できずに行き詰っていた。
羞恥心の面では最も大人びており、他のヒロインたちと違い省太に水着姿や下着を見られるのを非常に嫌がる。しかしそれを逆手に取ってか、全裸で犬の真似をする姿や目の前で放尿する姿を省太の前で晒す羽目になったりと恥ずかしい目に遭ってしまう描写が多い。特にPARADISE.63では理央は尿意を我慢できず野外でラムネ瓶に放尿する羽目となり、排泄の前に一緒にいた省太に対し絶対に見ないし公言しないよう念押しして省太をむこうに向かせたものの、誌面上ではその後の様子まで余すことなく公開。
その内容たるや、下着を下ろしてしゃがんでラムネ瓶を尿道口に当てがうところから始まり、行為が始まると放尿中の理央の股下からのアングルや、出したての尿が瓶の内面を伝いチョロチョロと流れ込んでゆく様子、漏れかけたおしっこがじんわりと染み込んだパンティのクロッチ部分に至るまで、実に6ページにわたり未成年少女の放尿シーンが濃厚に描かれた。
結局省太にこそ見られる事はなかったものの、理央は前から・後ろから・真下からと舐め回すようなアングルの中で排泄をし、全国の読者たちの前でパンティを下ろして放尿の一部始終をたっぷりとお披露目する結果となってしまった。
このように、もはや規制されてもおかしくない「１１歳女子小学生の生おしっこ」を一般誌で誰でも手に取って見られるとあり、マニア男性垂涎であるこのシチュエーションは理央屈指のサービスシーンとしてレビューサイトなどで話題となった。
また、ハプニングにより幾度となく省太には股間に顔を埋められ、うち３回はパンティを下ろした状態でヴァギナ全体をしゃぶりつくされている。逆に理央が省太の股間にトランクス１枚ごしに顔を埋めてしまったときもあり、敵対している理央と言えど省太は快感のあまりとても我慢できずついには理央の口内で射精をしてしまった。
クラスの中では特に真夏と仲が良く、時にはキスをしたり互いの乳首を舐めあったり指でつまんで刺激したりなど（無自覚ながら）レズビアン的な一面も見せた。
中学2年生となった69話ではどういう訳か省太と恋人同士になっており、それを知った省太は驚愕の余り奇声を上げてしまった。このころには省太に対して素直に接する性格になっており、またもハプニングにより省太に股間に顔を埋められた時には、暴力で済ませていた小学生時代とは違い、快感と興奮でじわじわとパンティーを濡らしながら「（エッチの前に）好きって言って」と言うなどかつてとは正反対の反応を見せた（この変わりように省太は寒気が走り沈黙、結局暴力を振るわれ、後に小５時代に戻った際は罵倒されることに逆に心地よさを覚えた）。またこの後2人でアイドルとなったこのみのライブにデートにも行っており、混雑で省太との距離が迫ったときにはキスをして欲しそうに目をつむったりもしたが、省太が付き合い出して1周年のサプライズを忘れていたためまたもや省太は理央に殴られた。
家族には母と姉と、警察官の父親がいる。なお、現代では自らも警察官になっている。
藤田路子 / ミチコ
声 - 木村珠莉
ヒロインの1人であるが、他のヒロインに比べて省太との絡みは殆どない。眼鏡に三つ編みの、大人し目の少女。あだなはミッちゃん。一年間に百冊単位の本を読む読書家だが、やや官能的な小説なども読んでおり、妄想癖がある。本の影響からか恋に恋をしているような性格である。
年齢の割に発育がよく、小学5年生の時点で初潮を迎えている描写がある。また作中の同世代ヒロインの中でも胸が最も大きくブラジャーもしており、男子にからかわれる事もある（省太の目測ではCカップとのこと）。そのためガキ大将的なユースケが苦手らしい。視力は悪く、眼鏡を外すと極端に視界が悪くなる為、服がはだけているのに気づかずに省太の眼前で発育の良い乳房を揺らして見せていた。またクラスメイトの女子によく胸を揉まれている。省太とこのみのやり取りを見て「いじめ」と勘違いした際に証拠として取った写真が「写真コンクール」で入賞したことがある（省太のは落選）。現代では一部上場企業の社長秘書となっている。また鈴音が省太にフィアンセと発言したことから両者を婚約者同士と勘違いしている。
中学生編ではより成長した乳房とぷにぷにとした女性的な肉体になっていた。
カナ
ショートヘアの活発な少女。クラスの保健係。省太たちとよく遊ぶため出番は多いが、自身がメインとなる話は描かれていないため、劇中ではモブキャラクター的な扱いとなっている。現代では女医の卵を自称している。
ユースケ
省太の悪友で、スポーツ刈りで常にランニングシャツの快活な少年。よく女子に悪戯をしては、省太と共に女子から白い目で見られている。千葉に親戚がいる。省太たちとよく遊ぶため出番は多いが、自身がメインとなる話は描かれていないため、劇中ではもっぱらモブキャラクター的な扱いである。
タケル
現代でのみ登場。奈子やリオにイケメンと呼ばれている。

### その他
反田葉月（はんだ はづき）
声 - 慶長佑香
省太の姉。
省太と年は離れており、既に大学生。父が不在であることが多い省太にとって唯一身近な家族。基本的には省太を邪険にし省太からは恐れられているが、授業参観に出席するなど面倒見は非常にいい。酒癖が悪く、また省太からはがさつと思われているが、大学内では気配りのできる人気者であるらしい。一方性欲は強い方であり、恋人のシンジと2人きりになる度にセックスを行っている。が、省太はあまりにその現場を多く目撃したために「サル、中毒」などと影で罵っていた。また省太秘蔵のアダルトビデオを勝手に見たりもしていた。
巨乳かつスタイル抜群であり、省太のクラスメイトの男子からは憧れの目を向けられているが、省太本人は全く理解できない様子。
現代では既婚者で、既に反田家を出ている。
シンジ
葉月の恋人。
葉月とは同じ大学に通う仲。反田家とは少し離れた所に住んでいるらしい。葉月の弟である省太のことも気遣える優しい青年で、デートに同伴させたり、キャンプの付き添いで参加したりと交流している。
弥生（やよい）
省太の従姉（伯母の子）。高校1年生。結んだ長髪と左目の下の泣きぼくろが特徴。
反田家から公共機関を利用した所にある家に住んでいる。省太を一緒に風呂に入れてあげるなど面倒見がよく、姉弟のように接するが、それ以上の感情を抱いている節も見られる。美人で優しく胸も大きいため、省太の憧れの女性。現代では則に地元のミスコンに選ばれたとのこと。
清楚なイメージとは裏腹に、寝る時の姿は下着姿であったり下着が完全に透けて見えるようなネグリジェであったりと大胆。省太の前でも気にせず下着姿や乳房を露出させる。省太は自分が子供だから相手にされていないだけと思っているが、なにやらそうではない気配も伺わせており、弥生の裸の写真を見てしまい慌ててアルバムを閉じる省太に写真の自分をよく見せながら自分よりおっぱいが大きい子がクラスにいるか聞いたり、省太をくすぐろうと馬乗りになった際には自ら腰を動かして下着姿の下半身を省太の勃起した陰茎に擦り合わせており、省太は射精寸前にまでなっていた。
『パラレル』では「その気配」はより確信犯的になっており、温泉旅館で省太と一緒に露天風呂に入った際に至近距離で乳房を眺める体勢にさせたり、身体を洗ってあげるという口上で省太の背中に乳首を押し当て更には省太の下半身を触り始め、省太が勃起していたためか「まあ、暴れん坊さん」と発言。更に「ぜーんぶキレイにしましょうね」と意味深な発言をした（直接的にはコマから見切れているものの、そのシーンの「ちゅぽちゅぽ」という擬音や直後の弥生の手の形から、弥生は指を輪にして省太の勃起した陰茎を泡と共に優しくしごきあげていることが見て取れ、省太が絶頂寸前で逃げ出さなければそのまま射精させようとしている様子であった）。
ムツキ
弥生の妹。中学2年生。暖色系の長髪を結んでおり、切り揃えた前髪に伸びたもみ上げの髪型と、三白眼のジト目と八重歯が特徴。姉とは対照的に微乳で年相応の体つき。感情をあまり表に出さず愛想はよくない。実はBL好きの腐女子であり部屋はBLモノのアダルト同人誌で溢れている。同人誌と現実をごっちゃにしたような発言が多く、ややサディスティックな一面もある。顔立ちは整っているものの総合すると他ヒロイン達とは異色の喪女的なキャラであるが、彼女メインの回も存在。特にPARADISE.47では中学生ヒロインならでわの「無邪気」とは対照的ないやらしさ満点の自慰姿が披露された。
省太に自身のBL趣味を知られ、また、省太がそれに興味を持ったと思い込み、その好奇心からBL本と同じことをしてみたくなり「検査」と称して省太の陰茎を触ったり肛門開発紛いの実験を行い嬉々としていた。このこともあり、省太からは苦手意識を持たれ「やおい女」扱いを受けている。後にBL趣味を知ってしまった省太の弱みを握るために省太の家を訪れており、省太とユースケ、真夏が遊びにきたために咄嗟に押入れに隠れる。そのときの会話から3人でやっていた駄菓子の持ち寄りを3Pと勘違いして妄想し興奮。決して3Pを見たい訳ではなく行為の証拠を目にし省太の弱みを握る為と自分に言い聞かせながらも、言葉とは裏腹にパンティの中に手を入れ息を荒げてフスマの向こうを覗こうとする（この瞬間省太にフスマを開けられるが見つからずに済んだ）。再びフスマが閉められたのち不健全行為に確信を持ったムツキは、省太と真夏がセックスしている姿を想像してたまらなくなってしまい、当初の目的はどこへやら3人の声を聴きながら快楽のままパンティの中をまさぐりとうとう自慰をし出す。省太のクセにと内心罵りながらも、（勘違いだが）フスマ一枚隔てて行われるリアルの行為シーンを前にムツキの興奮は最高潮。みるみる溢れ出る愛液と激しい手淫によりパンティの中からクチュクチュといやらしい音が響き渡り、穿いているボトムス（かぼちゃパンツ）も既に染みでビッショリ。脚の隙間からは愛液が太ももを伝って滴り出していた。こうしてパンティの中で女性器を擦り上げ乳房を揉みしだいた末、妄想のフィニッシュと共にムツキの快感もピークに達しついに絶頂。全身をビクビクと痙攣させながら、普段不愛想なムツキが見せないような淫らな表情を浮かべ、果てた後に「小学生って怖い」と勝手に思い込んでいた。
『パラレル』では温泉旅館で弥生が省太に手淫しているシーンを目撃し、羨ましくなり息を荒げ腰をくねらせる。しかし嫉妬の対象は弥生ではなく弥生に手淫をしてもらっている省太の方であり、「私のお姉」と発言するなどシスコンぶりな一面を見せた。
省太の父
名前不明。姿は写真のみで、眼鏡をかけた短髪の男性。15年後の省太とは無職を理由に確執があったが、その要因はそれ以前にあったらしい。
省太の母
名前不明。写真のみの登場で目元は描かれていない。現在は故人なのか、反田家とは離縁したのかは不明。
真夏の両親
名前不明。父親は眼鏡をかけ、マスクをしているのが特徴。初登場時に省太に不審者と間違われて蹴られるが、動じていない。このことが、省太と真夏が親しくなるきっかけにもなった。一方、母親は何かしらの理由があり夫と別居しており、再会しても口喧嘩するほど夫婦仲が劣悪であり、真夏の傷心の原因にもなっている。しかし、物語終盤では和解した様子であり、2人目の子供を宿していた。
奈子の弟
名前不明。奈子の家に来た省太が姉にいやらしいことをしていると思い込んで省太を投げ飛ばしたり、股間を蹴ったりしている。その時着ていたフットサルウェアから、サッカーをやっているらしい。
理央の姉
名前不明。9巻で初登場。暖色系の眉毛とショートヘアの少女で彼氏持ち。途方に暮れている妹の様子を見て気になる男（=省太）がいると勘付いていた。理央が省太を陥れようとしてノリで撮ったプリクラを発見して理央の鏡に張り付けたことが、サヨが省太の1番になりたいというきっかけになった。省太のことを「妹に告白した勇者」だと勘違いしている。

## 書誌情報
- 雨蘭 『無邪気の楽園』白泉社〈ジェッツコミックス・ヤングアニマルコミックス[注 8]〉、全13巻
  1. 2012年3月5日第1刷発行、2012年2月29日発売 ISBN 978-4-592-14733-6[9]
  2. 2012年9月1日第1刷発行、2012年8月24日発売 ISBN 978-4-592-14734-3[10]
  3. 2013年3月5日第1刷発行、2013年2月28日発売 ISBN 978-4-592-14735-0[11]
  4. 2013年9月5日第1刷発行、2013年8月29日発売 ISBN 978-4-592-14736-7[12]
    - ドラマCDつき限定版 ISBN 978-4-592-14136-5[13]

  5. 2014年4月5日第1刷発行、2014年3月28日発売 ISBN 978-4-592-14737-4[14]
  6. 2014年9月5日第1刷発行、2014年8月29日発売 ISBN 978-4-592-14738-1[15]
    - アニメDVDつき限定版 ISBN 978-4-592-10506-0[16]

  7. 2015年4月5日第1刷発行、2015年3月27日発売 ISBN 978-4-592-14739-8[17]
  8. 2015年8月27日発売 ISBN 978-4-592-14740-4[18]
    - 新・アニメDVD付き限定版 ISBN 978-4-592-10507-7[19]

  9. 2016年3月29日発売 ISBN 978-4-592-14758-9[20]
  10. 2016年8月29日発売 ISBN 978-4-592-14759-6[21]
    - アニメDVD付き限定版 ISBN 978-4-592-10514-5[22]

  11. 2017年3月29日発売 ISBN 978-4-592-14760-2[23]
  12. 2017年10月27日発売 ISBN 978-4-592-14856-2[1]
  13. 2018年7月27日発売 ISBN 978-4-592-14857-9[24]

## OAD
単体作品ではなく、単行本付録作品として制作されている。
監督は第6巻付録分が荒木英樹、第8巻・第10巻付録分が西川貴史。
- 主題歌『もう一度 楽しいこともっとしようよ!』（第2、3話）
  - 歌：春風このみ（野村真悠華）、作詞：雨蘭、作曲：未知